# Svatoslav (Vysočina)
Svatoslav é uma comuna checa localizada na região de Vysočina, distrito de Třebíč.